# Atlético Rio Negro Clube (RR)
|  | No s'ha de confondre amb Atlético Rio Negro Clube. |

L'Atlético Rio Negro Clube és un club de futbol brasiler de la ciutat de Boa Vista a l'estat de Roraima.

## Història
El club va ser fundat el 26 d'abril de 1971. El Rio Negro va guanyar el Campionat roraimense l'any 1991 i repetí títol el 2000. Va competir a la Copa do Brasil l'any 2001, on fou eliminat a la primera ronda pel São Raimundo-AM.

## Estadi
El club disputa els seus partits a l'Estadi Flamarion Vasconcelos, anomenat Canarinho. Té una capacitat màxima per a 6.000 espectadors.

## Palmarès
- Campionat roraimense:
  - 1991, 2000